# Hệ thống chiến đấu Aegis
Hệ thống chiến đấu Aegis do Hải quân Mỹ triển khai, được mệnh danh là hệ thống chiến đấu tiên tiến và phức tạp nhất thế giới. Aegis là sự kết hợp các thiết bị phức tạp khác nhằm để tạo ra hệ thống chiến đấu toàn diện.
Aegis là viết tắt của cụm từ Airbonne Early-waring Ground Intergration Segment (Bộ phận hợp nhất thông tin cảnh báo sớm đường không trên mặt đất), được hiểu đơn giản hơn là một lá chắn nhằm đối phó với các tình huống chiến đấu khác nhau. Hệ thống Aegis được Lockheed Martin thiết kế và đưa vào sử dụng lần đầu đầu tiên từ năm 1987 trên tuần dương hạm Ticonderoga, biến thể sử dụng trên tàu khu trục lớp Arleigh Burke được đưa vào sử dụng năm 1991.

## Tổng quan

### Các thành phần của Aegis

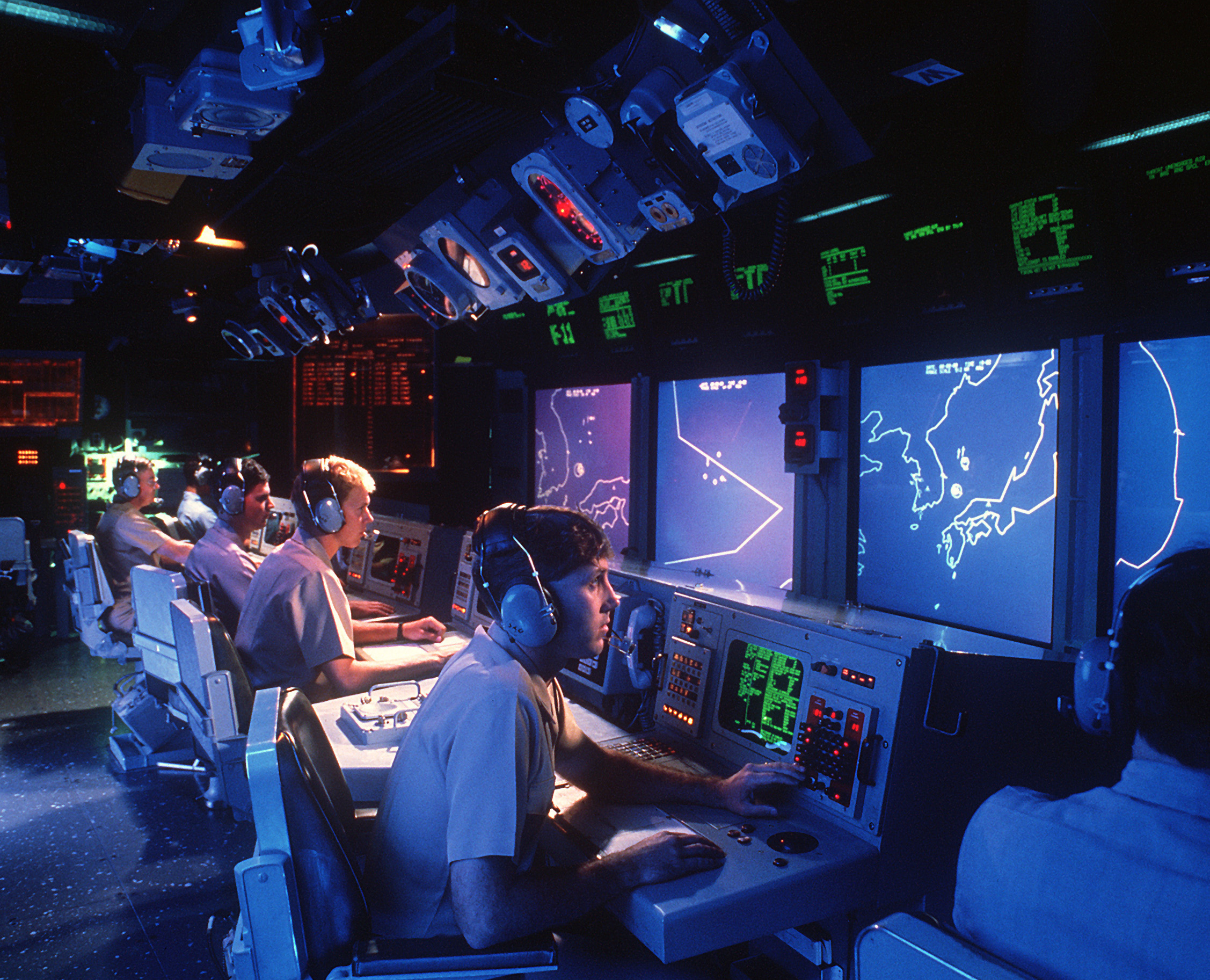
Phòng điều khiển của hệ thống chiến đấu Aegis trên tàu khu trục USS Vincennes, Hải quân Mỹ, 1988

Hệ thống chiến đấu Aegis là sự tích hợp của nhiều thành phần khác nhau, dựa trên một số hệ thống cảm biến riêng biệt để theo dõi các mối đe dọa khác nhau từ mìn, ngư lôi, tàu ngầm, đến các mục tiêu đường không, tên lửa chống hạm, tên lửa đạn đạo, gồm: 
- Hệ thống radar AN/SPY-1, tìm kiếm mục tiêu và dẫn đường cho tên lửa chính của hệ thống Aegis. Đây là một hệ thống radar mạng pha đa chức năng, có khả năng giám sát 3 chiều, theo dõi hàng trăm mục tiêu cùng lúc, cung cấp kênh dẫn hướng pha giữa cho tên lửa đánh chặn SM. Radar AN/SPY-1 được xem là trung tâm của hệ thống chiến đấu Aegis, với 2 biến thể. Biến thể AN/SPY-1A/B được trang bị cho các tàu tuần dương hạm Ticonderoga, biến thể AN/SPY-1D được trang bị trên tàu khu trục lớp Arleigh Burke, radar này có thể theo dõi hơn 100 mục tiêu ở cự ly 200km.
- Hệ thống chỉ huy và quyết định (C&D) là hệ thống máy tính cực mạnh, phối hợp và kiểm soát một loạt hoạt động phức tạp của hệ thống Aegis.
- Hệ thống kiểm soát và điều khiển vũ khí (WCS), kiểm soát trạng thái của tất cả các hệ thống vũ khí được dùng cho hệ thống Aegis.
- Hệ thống kiểm soát bắn (FCS), cung cấp kênh dẫn hướng cho tên lửa đã được radar AN/SPY-1 chiếu xạ. FCS gồm 4 hệ thống radar AN/SPG-62A, hệ thống cho phép chiếu xạ và dẫn đường cho nhiều tên lửa tấn công mục tiêu cùng lúc.
- Hệ thống hiển thị Aegis ADS, là máy tính điều khiển cung cấp hiển thị các hình ảnh phức tạp khác nhau về môi trường chiến thuật. Hệ thống được hiển thị dưới dạng hình ảnh mô phỏng đồ họa. Với ADS, người chỉ huy có thể quan sát và kiểm soát tình trạng hệ thống như môi trường xung quanh, hệ thống vũ khí và tình huống chiến tranh cụ thể. Sau khi nhập dữ liệu hệ thống sẽ tự động hiển thị thông tin về vị trí của tàu và các hệ thống liên quan. ADS được cập nhật thông tin từ hệ thống C&D.[1]
- Hệ thống hoạt động thử nghiệm ORTS, là hệ thống giám sát và thử nghiệm điều khiển máy tính, có khả năng phát hiện các lỗi, cách ly, theo dõi tình trạng và cấu hình lại hệ thống. ORTS tự động đánh giá và hiển thị mức cao nhất các tác động đến hệ thống. Thông qua bàn phím, người điều hành có thể bắt đầu thử nghiệm, đánh giá hiệu năng của hệ thống, tải các chương trình hay ứng dụng mới vào máy tính của Aegis. ORTS được thiết kế nhằm kiểm soát tất cả các lỗi có thể xảy đối với hệ thống đảm bảo cho hệ thống vận hành một cách chính xác nhất.
- Hệ thống đào tạo Aegis, cho phép các nhân viên trên tàu Aegis thực hiện đào tạo thông qua các kịch bản chiến tranh. Hệ thống có khả năng ghi lại các tình huống, các sự kiện cụ thể cho việc tự đánh giá. Vận hành Aegis là một công việc cực kỳ phức tạp, do đó, nhân viên vận hành cần phải được đào tạo một cách bài bản và chuyên sâu.
- Hệ thống vũ khí gồm các biến thể khác nhau của tên lửa đánh chặn SM-2/SM-3, pháo hạm, hệ thống Phalanx, tên lửa chống hạm Harpoon, tên lửa hành trình Tomahawk.[1]

### Cơ cấu vận hành
Việc vận hành hệ thống chiến đấu Aegis là một quá trình phức tạp và đòi hỏi sự hợp tác chặt chẽ và ăn ý từ nhiều thành phần khác nhau. Thiết kế ban đầu của Aegis nhằm đối phó với mối đe dọa từ tên lửa chống hạm, tuy nhiên các biến thể sau này chủ yếu tập trung cho nhiệm vụ phòng thủ tên lửa, đặc biệt là tên lửa đạn đạo liên lục địa.
Đầu tiên, hệ thống vệ tinh SATCOM sẽ thực hiện việc theo dõi và phát hiện sớm các vụ phóng tên lửa, đặc biệt là tên lửa đạn đạo liên lục địa. Dữ  liệu về các vụ phóng tên lửa sẽ được truyền cho các tàu có trang bị hệ thống chiến đấu Aegis. Riêng đối với tên lửa chống hạm, hệ thống có thể phát hiện sớm các vụ phóng tên lửa bằng chính radar AN/SPY-1 trên tàu Aegis. Hệ thống chiến đấu Aegis sẽ kích hoạt radar AN/SPY-1 để theo dõi quỹ đạo bay của tên lửa, radar liên tục chiếu xạ mục tiêu, tham số về mục tiêu liên tục được cung cấp cho trung tâm điều khiển. Hệ thống điều khiển sẽ đánh giá quỹ đạo bay, tốc độ của tên lửa, sau đó dẫn đường cho tên lửa đánh chặn tiêu diệt mục tại tọa độ đã được hệ thống dữ liệu tính toán sẳn. Radar AN/SPY-1 vừa có thể chiếu xạ mục tiêu và dẫn đường cho tên lửa đánh chặn cùng lúc, tuy  nhiên, để phát huy tối đa năng lực đánh chặn, hệ thống chiến đấu Aegis thường kết hợp hai tàu chiến với nhau, hoặc một tàu tuần dương hạm Ticonderoga với một tàu khu trục Arleigh Burke. Radar AN/SPY-1 của một trong hai tàu chiến sẽ đảm được nhiệm vụ chiếu xạ mục tiêu, radar còn lại sẽ đảm đương nhiệm vụ dẫn đường cho tên lửa đánh chặn mục tiêu. Hệ thống liên lạc vệ tinh sẽ đảm đương công việc kết nối hai tàu chiến với nhau nhằm đảm bảo hệ thống  vận hành một cách chính xác nhất.Ngoài ra, để đánh chặn tên lửa một cách chính xác còn có sự phối hợp của các biện pháp chiến tranh điện tử nhằm phá vỡ các hoạt động gây nhiễu của đối phương. Cùng các hệ thống phụ khác để tạo nên hệ thống hoàn chỉnh.

### Vũ khí
Vũ khí chính của hệ thống chiến đấu Aegis là tên lửa đánh chặn Standard Missile (SM), các biến thể đời đầu của hệ thống chiến đấu Aegis sử dụng tên lửa đánh chặn RIM-66/67/156 (SM-2). Đây là loại tên lửa nhiên liệu rắn có tầm bắn tối đa tới 170 km với tầm cao 25 km. Biến thể SM-2 Block IIIA sử dụng đầu dò radar bán chủ động, SM-2 Block IIIB sử dụng đầu dò hồng ngoại bán chủ động. Tên lửa được phóng trong ống phóng tiêu chuẩn Mk-41, bản nâng cấp mới nhất có tầm bắn lên tới 370km dùng để chống lại các mục tiêu trên không .Các biến thể Aegis hiện đại hơn sử dụng tên lửa đánh chặn RIM-161 SM-3, tên lửa có tầm bắn lên đến 2500 km, tầm cao tới 1500km, tên lửa được thiết kế để đánh chặn tên lửa đạn đạo tầm xa ở bên ngoài tầng khí quyển,ngoài ra còn có các vũ khí khác như pháo hạm, hệ thống Phalanx, tên lửa chống hạm Harpoon, tên lửa hành trình Tomahawk. Hiện tại, hệ thống chiến đấu Aegis đã được tích hợp trên toàn bộ các tàu khu trục lớp Arleigh Burke và tuần dương hạm Ticonderoga của Mỹ cùng với một số tàu khu trục của Nhật Bản, Australia, Hàn Quốc, Tây Ban Nha và Na Uy với khoảng hơn 100 tàu chiến.